# Rajahmundry
Rajahmundry là một thành phố và là nơi đặt hội đồng thành phố (municipal corporation) của quận East Godavari thuộc bang Andhra Pradesh, Ấn Độ.

## Địa lý
Rajahmundry có vị trí 16°59′B 81°47′Đ / 16,98°B 81,78°Đ Nó có độ cao trung bình là 14 mét (45 feet).

## Nhân khẩu
Theo điều tra dân số năm 2001 của Ấn Độ, Rajahmundry có dân số 313.347 người. Phái nam chiếm 50% tổng số dân và phái nữ chiếm 50%. Rajahmundry có tỷ lệ 70% biết đọc biết viết, cao hơn tỷ lệ trung bình toàn quốc là 59,5%: tỷ lệ cho phái nam là 74%, và tỷ lệ cho phái nữ là 66%. Tại Rajahmundry, 10% dân số nhỏ hơn 6 tuổi.